# Lorenz Loewer

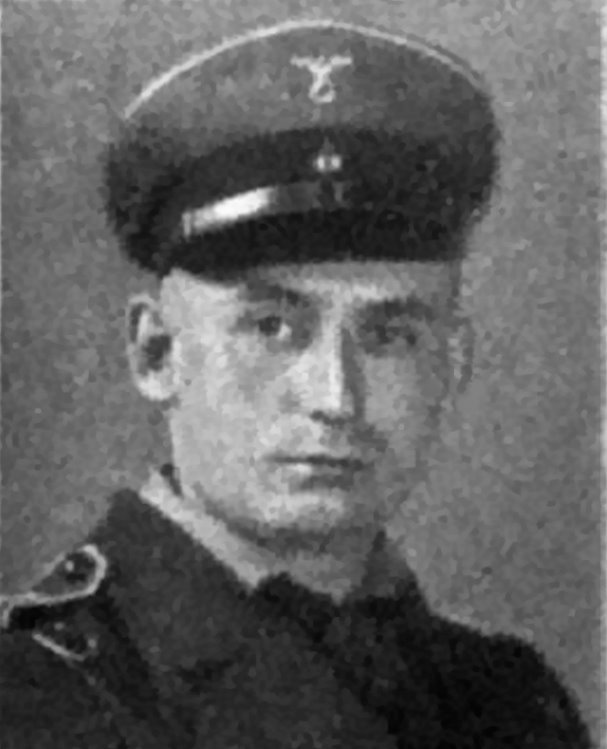
Lorenz Loewer 1933

Lorenz Loewer (* 11. April 1900 in Bochum; † 11. Oktober 1992 in Geldern) war ein deutscher Politiker (NSDAP).

## Leben und Wirken
Nach dem Volksschulbesuch war Loewer bis 1933 als Lehrling und kaufmännischer Angestellter in der Rheinisch-Westfälischen Hüttenindustrie tätig. Unterbrochen wurde dies von 1926 bis 1927 durch eine einjährige Auslandstätigkeit in den Vereinigten Staaten.
Zum 1. August 1928 trat Loewer in die NSDAP ein (Mitgliedsnummer 96.382). Von 1928 bis 1934 war er Führer der Westfälischen Hitler-Jugend (HJ). Im November 1929 wurde Loewer Mitglied des Bochumer Stadtparlaments, dem er bis zum März 1933 angehören sollte. Im Mai 1933 wurde Loewer Mitglied des Preußischen Landtages und anschließend, nach dessen Auflösung im Herbst 1933, Abgeordneter des nationalsozialistischen Reichstags, in dem er von November 1933 bis zum Frühjahr 1945 den Wahlkreis 9 (Oppeln) vertrat.
Vom 1. Juli 1935 bis zum 1. Juli 1937 amtierte er als Kreisleiter in Oppeln. Anschließend übernahm er das Amt des Gauinspekteurs in der Gauleitung von Schlesien. Im November 1937 schied er offiziell als Oberbannführer aus dem HJ-Dienst aus. Er war Träger des Goldenen Ehrenzeichens der NSDAP und der HJ. Von 1938 bis 1945 war er Kreisleiter und Gauinspekteur im Gau Westfalen-Süd, unterbrochen 1944 durch die zwischenzeitliche Leitung des Amts für Umsiedler im Sudetenland.